# Fox Valley Ice Arena
Fox Valley Ice Arena är en inomhusarena i den amerikanska staden Geneva i delstaten Illinois. Den har en publikkapacitet på 3 500 åskådare vid ishockeyarrangemang.
Ishockeylaget Chicago Steel i United States Hockey League (USHL) använder den som sin hemmaarena sedan september 2015.